# Cubs de Montréal
Les Cubs de Montréal (en anglais, Montreal Cubs) sont une ancienne équipe de football canadien basée à Montréal au Québec (Canada). Ils ont été membres de l'Interprovincial Rugby Football Union (IRFU) lors de la saison 1938. Le club, propriété du Montreal Football Club qui détient une franchise dans l'IRFU, succède aux Indians de Montréal et est remplacé par les Royals de Montréal.

## Histoire
Pour la saison 1937 la ville de Montréal est représentée dans l'IRFU, aussi appelée Big Four, par les Indians, dont le président est Fred Porter. Peu après la saison, Porter démissionne alléguant un manque de temps, mais revient rapidement dans les cercles du football en acquérant un autre club montréalais, le Canadian National Recreation Club qui joue en calibre intermédiaire dans la Quebec Rugby Football Union (QRFU). Porter amène la plupart des joueurs des Indians dans son nouveau club, car il en emploie plusieurs dans son entreprise de dragage,. Les Indians doivent donc se réorganiser, et nomment comme président Len Peto (en), déjà président de la Dominion Football Association, l'organisme dirigeant le soccer au Canada. Un nouveau nom est annoncé dès janvier 1938, et le nom Cubs est dévoilé en avril. 
Johnny Macdonald est nommé entraîneur avec Fred Wigle comme adjoint, et les joueurs recrutés sont surtout des joueurs locaux jouant dans les équipes de calibre inférieur. Pour cette raison, les Cubs ne sont pas réellement de calibre pour l'IRFU et malgré leurs efforts ils perdent tous leurs matchs, parfois par des marges importantes.
À la suite de cette décevante saison, le club montréalais doit encore être réorganisé, et il est annoncé en mai 1939 qu'il prendra le nom des Royals et qu'il sera entraîné par Teddy Reeve. Len Peto est toujours président.
|                  | Division | M.J. | Vic. | Déf. | Nuls | P.P. | P.C. | Pts | Pos. | Éliminatoires |
| Cubs de Montréal |          |      |      |      |      |      |      |     |      |               |
| 1938             | IRFU     | 6    | 0    | 6    | 0    | 30   | 168  | 0   | 4/4  | Non qualifiés |